# Žampach (hora)
Žampach (německy Schlossberg) je kopec nad obcí Žampach, asi 6 km jihozápadně od města Žamberk. Na jeho vrcholku se nachází stejnojmenná hradní zřícenina.

## Charakteristika
Žampach má nadmořskou výšku 546 metrů. Geomorfologicky spadá do Orlické oblasti, celku Podorlická pahorkatina, podcelku Žamberská pahorkatina, okrsku Dobroučská pahorkatina a podokrsku Žampašská vrchovina.